# Wolf-Ulrich Cropp

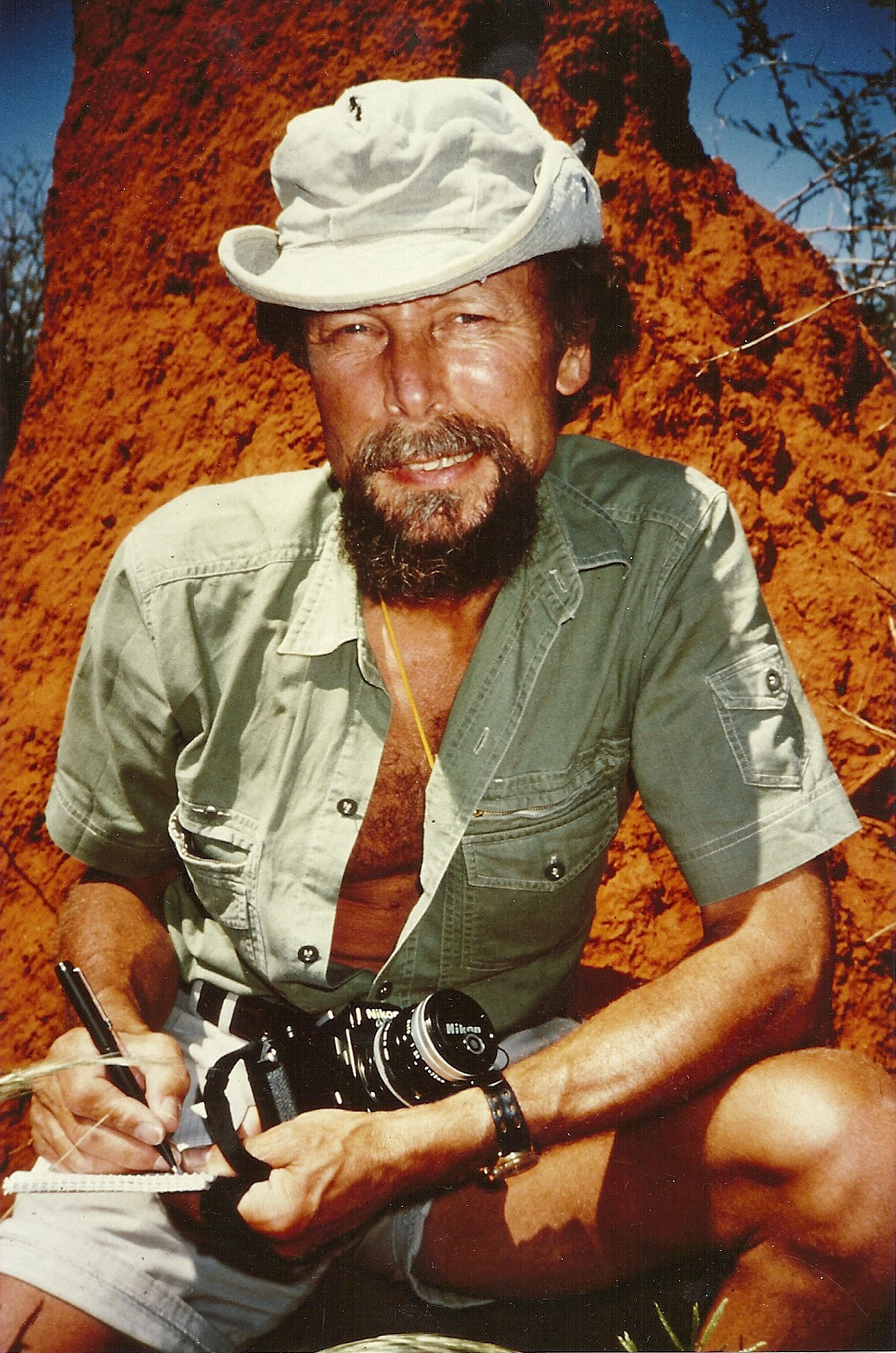
Wolf-Ulrich Cropp in Afrika

Wolf-Ulrich Cropp (* 25. Juli 1941 in Hamburg, gelegentlich benutztes Pseudonym Carl Conte) ist ein deutscher Schriftsteller. Bei seiner Tätigkeit für Unternehmen aus verschiedenen Ländern reiste er mehrmals um die Welt. Die dabei gemachten Erfahrungen und Erlebnisse verarbeitete er in mehr als 20 Büchern und diversen Artikeln, Essays und Kurzgeschichten.

## Leben
Cropp studierte nach dem Gymnasium Ingenieurwissenschaften und Betriebswirtschaftslehre und schloss mit einem Diplom als Wirtschaftsingenieur das Studium ab.
Bis 1996 war er in mehreren Unternehmen im In- und Ausland als Geschäftsführer und Generalbevollmächtigter tätig. Nebenher schrieb er Bücher und fachkundliche Abhandlungen. Er promovierte mit einer Arbeit aus dem Gebiet des Außenhandels. Ab 1997 widmete sich Cropp gänzlich der Schriftstellerei und dem Journalismus. Bisher hat er – teilweise unter dem Pseudonym Carl Conte – 28 Bücher und über 250 Artikel, Berichte, Kurzgeschichten und Features veröffentlicht und an mehreren Anthologien mitgewirkt.
Seit 1996 spendet Wolf-Ulrich Cropp alljährlich den dotierten Dr. Cropp-Geographie-Preis an die Besten im Fach Geographie der Gelehrtenschule des Johanneums, Hamburg.
Cropp ist Mitglied des PEN Berlin sowie stellvertretender Vorsitzender der Hamburger Autorenvereinigung e.V., im Vorstand der Literaturgruppe 48 e.V., im VS, dem Verband deutscher Schriftstellerinnen und Schriftsteller in ver.di, Landesverband Hamburg, und Mitglied der Die Auswärtige Presse e.V. Er ist Jury-Mitglied des Irmgard-Heilmann-Preises und Mitglied sowie Koordinator der Hauptjury des Walter-Kempowski-Literaturpreises.
Cropp ist einer der Gründer und Mitgesellschafter des Verlags Expeditionen in Hamburg.

## Veröffentlichungen (Auswahl)
- Heiße Pfade. Hoch-Verlag, Düsseldorf 1977, ISBN 3-7779-0215-2.
- Hetzjagd durch Alaska – Iditarod. Copress-Verlag, München 1981, ISBN 3-7679-0157-9.
- Fangtage. Arena Verlag, Würzburg 1981, ISBN 3-401-39318-9.
- Schwarze Trommeln. Auf Entdeckungsreise durch Westafrika. Franz Schneider, München 1989, ISBN 3-505-09351-3.
- Gletscher und Glut – Auf Cooks Spuren durch den Pazifik. Delius Klasing Verlag, Bielefeld 1995, ISBN 3-7688-0908-0.
- Die Batavia war ihr Schicksal – Seeabenteuer eines Ostindienfahrers. Delius Klasing Verlag, Bielefeld 1997, ISBN 3-7688-1020-8.
- Das andere Fremdwörter-Lexikon – Das passende Fremdwort schnell gefunden. Piper Verlag, München 2010, ISBN 978-3-492-25110-5.
- Goldrausch in der Karibik – Auf den Spuren von Sir Francis Drake. Delius Klasing Verlag, Bielefeld 2000, ISBN 3-7688-1175-1.
- Treffpunkt Kabul – Afghanistan. Autor: Wolf-Ulrich Cropp, alias Carl Conte, Edition HAV, Hamburg 2006, ISBN 3-8334-3911-4.
- Models und Mönche – Reise ins Innere Thailands. Wiesenburg-Verlag, 2010, ISBN 978-3-940756-92-3.
- Alaska-Fieber – Wildnis, Abenteuer, Einsamkeit. Malik – National Geographic, Piper Verlag, München 2012, ISBN 978-3-492-40007-7.
- Lebensmomente – Kopfnuss. Verlag Param, Ahlerstedt 2014, ISBN 978-3-88755-998-4.
- Dschungelfieber und Wüstenkoller – West und Zentralafrika. DuMont Reise Verlag, Ostfildern 2015, ISBN 978-3-7701-8268-8.
- Wie ich die Prinzessin von Sansibar suchte und dabei mal am Kilimandscharo vorbeikam. DuMont Reise Verlag, Ostfildern 2016, ISBN 978-3-7701-8280-0.
- Im Schatten des Löwen. DUMONT, 2018, ISBN 978-3-7701-8295-4.
- Jenseits der Westwelt. Kadera-Verlag, Norderstedt 2018, ISBN 978-3-944459-98-1.
- Mali und die Dschinns der Wüste. Verlag Expeditionen, 2019, ISBN 978-3-947911-20-2.
- Kuba, Hemingway, eine Cohiba + ich. Verlag Expeditionen, 2021, ISBN 978-3-947911-55-4.
- Zwischen Hamburg + der Ferne. Verlag Expeditionen, Hamburg, 2022, ISBN 978-3-947911-68-4.

Kurzgeschichten (Auswahl)
- Engel vor der Hölle. Verlag Langen Müller, München 2002, ISBN 3-7844-2855-X.
- Hautnah. Verlag Langen Müller, München 2004, ISBN 3-7844-2968-8.
- Endlich! Ankunft im Dazwischen. Verlag Das Bosnische Wort, Tuzla 2015, ISBN 978-9958-12-237-8.
- Der fremde Freund. ... wenn Krähen kreisen. Edition im Verlag Vitolibro, Bad Malente 2019, ISBN 978-3-86940-007-5.
- Aus der Hölle, ein letzter Brief. Wir haben Wölfe gehört. Kulturmaschinen Verlag, Hamburg 2019, ISBN 978-3-96763-001-5.
- Rendezvous in Zeiten der Corona. Von Menschen und Masken. Kulturmaschinen Verlag, Hamburg 2021, ISBN 978-3-96763-185-2.
- Warum? Der Zukunft entgegen gehen. Mackinger Verlag, A-5101 Bergheim 2024, ISBN 978-3-902964-54-0.
- Vom Galadinner zum Anwalt des freien Wortes. Freiheit des Wortes - Eine Anthologie. Kulturmaschinen Verlag, 97199 Ochsenfurt 2024, ISBN 978-3-96763-325-2

## Auszeichnungen
- 1982: Verleihung des Bandera Kreuzes, München, den 20. November 1982,
- 1982: Dr. rer. oec. h.c., Ukrainische Freie Universität (UFU), München, den 20. November 1982,  Rektor Prof. Dr. Wolodymyr Ianiw
- 1983: Deutsche Akademie für Jugendliteratur, Volkach. Buch des Monats: Alaska-Fieber
- 1999: Lord of the Manor of Broadwas, Declaration of Title to the Manor of Broadwas in the County of Worcestershire, 04. October 1999
- 2009: Member of the Chilean Brotherhood of Caphorniers, No. C-058, Valparaiso, 20. April 2009, Presidente Almirante Roberto Benavente
- 2001: Die Welt: Buch des Jahres 2000 auf der Welt-Leserliste: Goldrausch in der Karibik[1]
- 2013: Schriftsteller in Schleswig-Holstein. Publikumspreis: Einkehr und Erkenntnis
- 2015: Literaturtage Schleswig-Holstein in Schleswig. Publikumspreis: Am selben Ort des anderen Ufers